# Flugvikt i grekisk-romersk stil i brottning vid olympiska sommarspelen 1980
Herrarnas brottningsturnering i grekisk-romersk i viktklassen flugvikt vid olympiska sommarspelen 1980 avgjordes i CSKA Moskva i Moskva. 

## Medaljörer
| Klass    | Guld                              | Silver              | Brons                       |
| Flugvikt | Vachtang Blagidze · Sovjetunionen | Lajos Rácz · Ungern | Mladen Mladenov · Bulgarien |

## Resultat
Legend
- TF — Vinst genom fall
- IN — Vinst genom att motståndaren skadas
- DQ — Vinst genom passivitet
- D1 — Vinst genom passivitet, vinnaren är också passiv
- D2 — Båda brottarna förlorade på grund av passivitet
- FF — Vinst genom förverkande
- DNA — Anlände inte
- TPP — Totala straffpoäng
- MPP — Matchstraffpoäng

Straff
- 0 — Vinst genom fall, teknisk överlägsenhet, passivitet, skada och förverkande
- 0.5 — Vinst på poäng, 8-11 poängs skillnad
- 1 — Vinst på poäng, 1-7 poängs skillnad
- 2 — Vinst på passivitet,  vinnaren är också passiv
- 3 — Förlust på poäng, 1-7 poängs skillnad
- 3.5 — Förlust på poäng, 8-11 poängs skillnad
- 4 — Förlust genom fall, teknisk överlägsenhet, passivitet, skada och förverkande

### Elimineringsrunda

#### Omgång 1
| TPP | MPP |                             | Poäng     |                          | MPP | TPP |
| --- | --- | --------------------------- | --------- | ------------------------ | --- | --- |
| 4   | 4   | Taisto Halonen (FIN)        | TF / 5:21 | Vachtang Blagidze (URS)  | 0   | 0   |
| 0   | 0   | Mladen Mladenov (BUL)       | TF / 8:28 | Haralambos Holidis (GRE) | 4   | 4   |
| 4   | 4   | Abdulnasser El-Oulabi (SYR) | DQ / 6:49 | Antonín Jelínek (TCH)    | 0   | 0   |
| 3   | 3   | Stanisław Wróblewski (POL)  | 6 - 7     | Nicu Gingă (ROU)         | 1   | 1   |
| 4   | 4   | Hazim Abdulridha (IRQ)      | DQ / 5:29 | Lajos Rácz (HUN)         | 0   | 0   |

#### Omgång 2
| TPP | MPP |                             | Poäng     |                            | MPP | TPP |
| --- | --- | --------------------------- | --------- | -------------------------- | --- | --- |
| 7   | 3   | Taisto Halonen (FIN)        | 3 - 4     | Mladen Mladenov (BUL)      | 1   | 1   |
| 0   | 0   | Vachtang Blagidze (URS)     | TF / 2:43 | Haralambos Holidis (GRE)   | 4   | 8   |
| 8   | 4   | Abdulnasser El-Oulabi (SYR) | 6 - 19    | Stanisław Wróblewski (POL) | 0   | 3   |
| 0   | 0   | Antonín Jelínek (TCH)       | DQ / 7:30 | Hazim Abdulridha (IRQ)     | 4   | 8   |
| 5   | 4   | Nicu Gingă (ROU)            | D2 / 7:44 | Lajos Rácz (HUN)           | 4   | 4   |

#### Omgång 3
| TPP | MPP |                            | Poäng     |                       | MPP | TPP |
| --- | --- | -------------------------- | --------- | --------------------- | --- | --- |
| 1   | 1   | Vachtang Blagidze (URS)    | 7 - 2     | Mladen Mladenov (BUL) | 3   | 4   |
| 4   | 4   | Antonín Jelínek (TCH)      | DQ / 7:57 | Nicu Gingă (ROU)      | 0   | 5   |
| 7   | 4   | Stanisław Wróblewski (POL) | DQ / 7:30 | Lajos Rácz (HUN)      | 0   | 4   |

#### Omgång 4
| TPP | MPP |                         | Poäng     |                       | MPP | TPP |
| --- | --- | ----------------------- | --------- | --------------------- | --- | --- |
| 1   | 0   | Vachtang Blagidze (URS) | TF / 3:57 | Antonín Jelínek (TCH) | 4   | 8   |
| 5   | 1   | Mladen Mladenov (BUL)   | 5 - 2     | Nicu Gingă (ROU)      | 3   | 8   |
| 4   |     | Lajos Rácz (HUN)        |           | Bye                   |     |     |

#### Sista omgångarna
| TPP | MPP |                         | Poäng  |                         | MPP | TPP |
| --- | --- | ----------------------- | ------ | ----------------------- | --- | --- |
|     | 1   | Vachtang Blagidze (URS) | 7 - 2  | Mladen Mladenov (BUL)   | 3   |     |
|     | 4   | Lajos Rácz (HUN)        | 1 - 19 | Vachtang Blagidze (URS) | 0   | 1   |
| 6   | 3   | Mladen Mladenov (BUL)   | 0 - 5  | Lajos Rácz (HUN)        | 1   | 5   |